# Fantaisie chromatique et fugue
La Fantaisie chromatique et fugue en ré mineur, BWV 903, est une œuvre musicale de Jean-Sébastien Bach pour clavecin. Bach l'a probablement composée pendant qu'il travaillait à Köthen, entre 1717 et 1723.
La bibliothèque de l'Arsenal, à Paris, en possède une copie manuscrite du XVIIIe siècle.
La composition a été éditée, entre autres, par Heinrich Schenker.
Elle a servi de bande sonore au film de Robert Bresson, L'Argent. 

## Appréciations
La virtuosité et le style d'improvisation de la fantaisie qui fait alterner rapidement les deux mains, sa tonalité en ré mineur et son caractère expérimental mettent cette œuvre au même niveau que la célèbre Toccata et fugue en ré mineur. Johann Nikolaus Forkel, le premier biographe de Bach, a écrit : « J'ai pris une peine infinie pour découvrir une autre pièce de ce genre qui soit de Bach. Ce fut en vain. Cette fantaisie est unique et n'a jamais eu d'équivalent. ».